# Stephensoniana trivandrana
Stephensoniana trivandrana är en ringmaskart som först beskrevs av Aiyer 1926.  Stephensoniana trivandrana ingår i släktet Stephensoniana och familjen glattmaskar. Inga underarter finns listade i Catalogue of Life.